# Широкий (Станично-Луганский район)
Широкий (укр. Широкий) — посёлок, относится к Станично-Луганскому району Луганской области Украины.
Население по переписи 2001 года составляло 1833 человека. Почтовый индекс — 93624. Телефонный код — 6472. Занимает площадь 3,94 км².

## Местный совет
93624, Луганська обл., Станично-Луганський р-н, с-ще Широкий, вул. Леніна, 1  (укр.)

## История

### Становление совхоза (1929—1941)
Было время, когда на этих землях появлялись только кочевники. Воинственные половцы на верхних террасах водораздела между реками Теплая, Деркул и Камышная облюбовали себе место для устройства курганов для погребения и установления особых половецких стел, а попросту «каменных баб».

Донские казаки безводные просторы близ балки Широкой использовали для табунных выгонов скота.
Здесь, в травяной степи, жить было нелегко, но лучшего пастбища для овец, лошадей и крупного рабочего скота найти трудно. Ведь пригодные к использованию земли в самой станице Луганской, хуторах Чугинских, Герасимовских, Камышном, Нижне-Ольховом, Теплом, Верхний и Нижний Минченков к началу XX столетия были уже все поделены. Размер же самих наделов ежегодно сокращался ввиду увеличения населения. Сыпучие пески стояли серьёзным препятствием на пути казаков станицы Луганской для того, чтобы вплотную заняться распашкой черноземов близ балки Широкой. Однако отсутствие здесь питьевой воды долгое время не позволяло им переселиться сюда на постоянное место жительства.

Наиболее заметным здесь был постоялый двор Казачий. Только к концу 20-х годов XX столетия здесь появились несколько оседлых семей, а наличие глины для производства посуды положило начало небольшому хуторку Макитры.
В это время, в 1926—29 годах, начиналась коллективизация земель, стали образовываться выселки сначала для тех, кому не хватало земли, а затем и для «кулаков», выселяемых по политическим мотивам.
Добровольное переселение семей поощрялось правительством УССР. Такие семьи освобождались от уплаты некоторых обязательных налогов и платежей.

В ходе организованного переселения летом 1929 г. на постоянное место жительства в выселок Казачий приехала 31 казачья семья (120 едоков).

### Совхоз в период Великой Отечественной войны (1941—1945)
С началом военных действий только из Широкого ушли на фронт 89 рабочих и служащих, из них 25 не вернулись обратно, и 78 из них были удостоены государственных наград. Всего с полей сражений не вернулись 53 бывших хлебороба совхоза.
С 14 июля 1942 по 20 января 1943 гг. земля «Индустрии» находилась под властью немецких оккупантов. И на фронтах войны, и в тылу индустрийцы показали образцы самопожертвования, мужества, любви к своей земле. Оказавшимся в оккупации индустрийцам пришлось нелегко. Немцы установили свои жестокие порядки, создав сельуправу. Оставшееся население привлекли к полевым работам.
После освобождения посёлка в 1943 году в братскую могилу на центральной усадьбе было снесено 8 тел неизвестных солдат, в том числе один расстрелянный в период оккупации.
В честь неизвестных воинов в посёлке была названа улица Неизвестного солдата.

## Украинская православная церковь
- Храм во имя Святой великомученицы Варвары[2]